# Andrzej Musierowicz

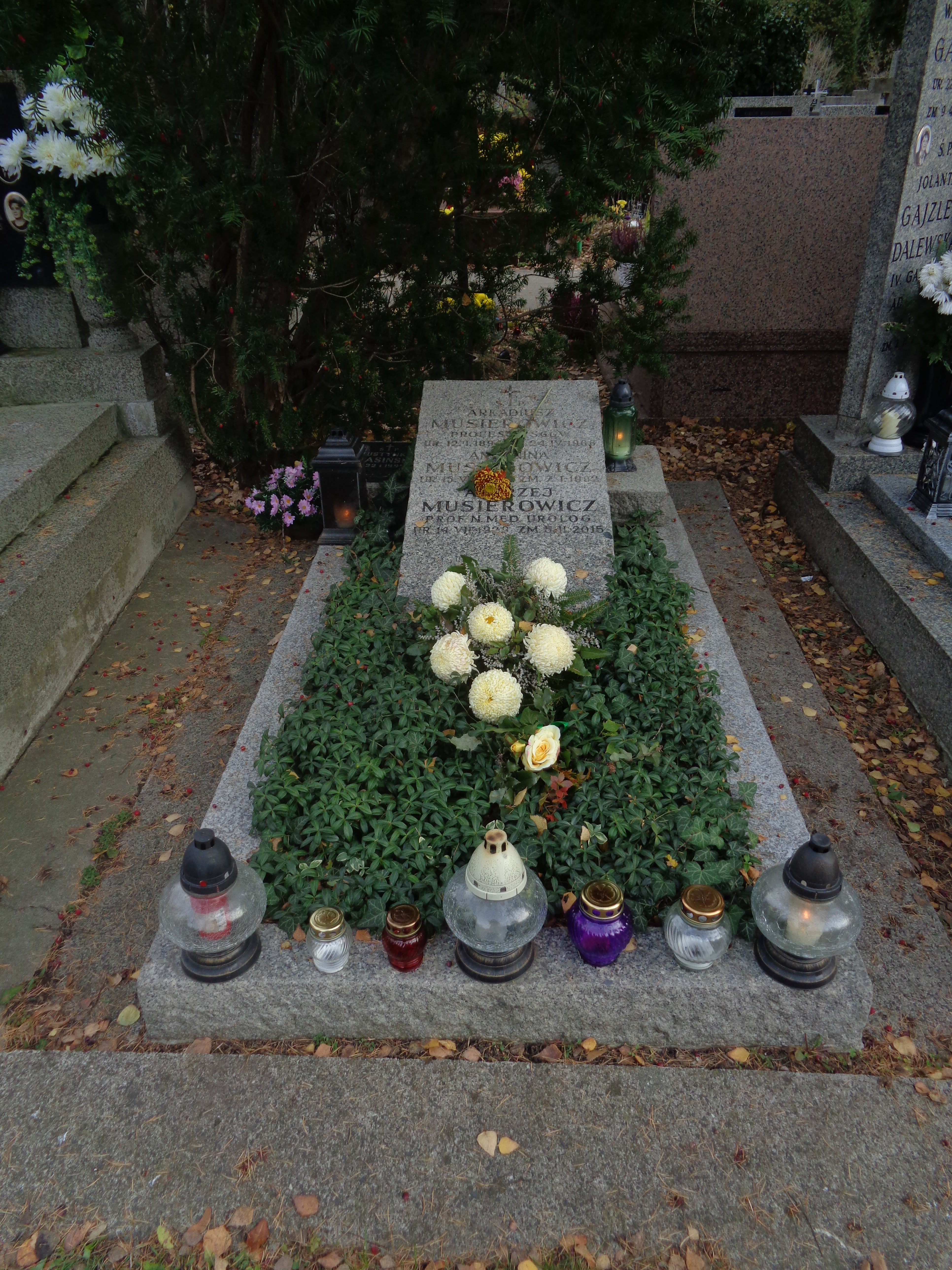
Grób Andrzeja Musierowicza i Arkadiusza Musierowicza na Cmentarzu Wojskowym na Powązkach w Warszawie

Andrzej Musierowicz (ur. 14 lipca 1929 we Lwowie, zm. 5 lutego 2015 w Warszawie) – polski lekarz urolog, profesor doktor habilitowany nauk medycznych.

## Życiorys
Syn Arkadiusza Musierowicza, profesora Politechniki Lwowskiej, dziekana Wydziału Rolniczo-Leśnego, i Antoniny Musierowicz. Ukończył VI Liceum Ogólnokształcące im. Tadeusza Reytana w Warszawie (1948) i studia medyczne na Wydziale Lekarskim Akademii Medycznej w Warszawie (dyplom lekarza, 1953). Lekarz specjalista chirurgii ogólnej (I stopień specjalizacji, 1956) i urologii (II stopień specjalizacji, 1960).
W 1961 uzyskał stopień naukowy doktora nauk medycznych na podstawie rozprawy Wpływ podwiązania powrózka nasiennego na wagę i morfologię jąder oraz pęcherzyków nasiennych szczura, obronionej w Klinice Chirurgicznej Śląskiej Akademii Medycznej, a w 1977 habilitował się w Centrum Medycznym Kształcenia Podyplomowego w Warszawie na podstawie dorobku naukowego i pracy Doświadczalne zamknięcie przetok pęcherzowo-pochwowych przy użyciu klejów. 11 czerwca 1987 otrzymał tytuł naukowy profesora nadzwyczajnego.
Początkowo pracował w Klinice Chirurgicznej Śląskiej Akademii Medycznej w Zabrzu. W latach 1962–1973 był zastępcą ordynatora Oddziału Urologii Wojewódzkiego Szpitala przy ul. Czerniakowskiej w Warszawie. Ordynator Oddziału Urologii Wojewódzkiego Szpitala Zespolonego im. Jędrzeja Śniadeckiego w Białymstoku i kierownik Wojewódzkiej Przychodni Urologicznej w Białymstoku (1973–1977). W 1977 roku objął stanowisko kierownika Kliniki Urologicznej Akademii Medycznej w Białymstoku. W latach 1980–1992 ordynator Oddziału Urologii Szpitala Wolskiego w Warszawie, a w latach 1992–1999 kierownik Oddziału Urologii Wojewódzkiego Szpitala Chirurgii Urazowej w Warszawie.
Autor przeszło 180 publikacji z zakresu chirurgii i urologii, w tym podręcznika Pielęgniarstwo urologiczne dorosłych (Państwowy Zakład Wydawnictw Lekarskich, Warszawa 1992, ISBN 83-200-1647-9). Przewodniczący Oddziału Białostockiego Polskiego Towarzystwa Urologicznego (1974–1980), członek Zarządu Głównego Polskiego Towarzystwa Urologicznego (1988–1995), członek Międzynarodowego Towarzystwa Urologów oraz Europejskiego Towarzystwa Urologicznego (1985–2015). Konsultant w dziedzinie urologii w województwie białostockim (1972–1977), łomżyńskim (1978–1983) i mazowieckim (1983–1989). W latach 1989–1991 konsultant regionalny dla województw siedleckiego, radomskiego i płockiego.
W czasie pobytu w Zabrzu zawarł związek małżeński z Zofią Stankiewicz, lekarzem stomatologiem, z którą miał dwie córki, Krystynę i Annę. Został pochowany na Cmentarzu Wojskowym na Powązkach w Warszawie (kwatera G, rząd 0, grób 29).

## Odznaczenia i wyróżnienia
- Krzyż Kawalerski Orderu Odrodzenia Polski[4]
- Złoty Krzyż Zasługi[4]
- Medal 40-lecia Polski Ludowej[4]
- Nagrody naukowe Polskiego Towarzystwa Urologicznego (dwukrotnie)[4]
- „Złota Syrenka”[4]